# Laterankoncilierna
Laterankoncilierna är en serie koncilier, kyrkomöten, som under medeltiden hölls i Lateranpalatset i Lateranen i sydöstra Rom.

## Första Laterankonciliet
Påven Calixtus II sammankallade 1123 ett koncilium för att bilägga investiturstriden genom att ratificera konkordatet i Worms. Vidare fördömde konciliet simoni samt drog upp riktlinjerna för hur korståg borde bedrivas i framtiden.

## Andra Laterankonciliet
Vid detta koncilium, 1139, presiderade Innocentius II och fördömde motpåven Anacletus II, som hade uppsatts mot honom. Anacletus II:s samtliga anhängare, däribland Arnold av Brescia, fördrevs från Italien.

## Tredje Laterankonciliet
Även vid detta koncilium, som hölls 1179, sökte man bringa ordning i en aktuell schism inom kyrkan, där flera motpåvar hade utsetts efter varann. Alexander III ledde förhandlingarna, som bland annat förkastade valdensernas och katarernas heresier samt reglerade ordningen för påveval.

## Fjärde Laterankonciliet
Detta koncilium, som sammankallades av Innocentius III 1215, definierade transsubstantiationsläran och uppmanade alla katoliker till årlig bikt. Man förberedde även marken för ännu ett korståg. Judar och muslimer skulle bära speciell dräkt. Här beslutes också att samtliga världsliga myndigheter skulle förpliktas genom ed att inom sina jurisdiktionsornråden utrota (exterminare) alla de personer som de kyrkliga domarna betecknat som kättare. "Den som vägrar denna tjänst ska exkommuniceras av provinsens ärkebiskop och biskopar. Påven ska lösa hans vasaller från deras ed och lämna hans land till katoliker för att av dem tas i besittning (vasallos ab eius fidelitate denunciet absolutas et terram exponet catholicis occupandam)." Påvedömet stod vid den här tiden på höjden av sin makt.

## Femte Laterankonciliet
Julius II öppnade detta koncilium 1512 och fördömde det nyligen avslutade schismatiska konciliet i Pisa. Julius II:s efterträdare på påvestolen, Leo X, övertog ordförandeklubban för konciliet och genomdrev vissa kanoniska reformer samt manade till korståg mot turkarna. Konciliet avslutades 1517, precis innan reformationen inleddes.